# J2 League 2021
La J2 League 2021, también conocida como Meiji Yasuda J2 League 2021 por motivos de patrocinio, fue la vigesimotercera temporada de la J2 League. Contó con la participación de veintidós equipos. El torneo comenzó el 27 de febrero y terminó el 4 de diciembre de 2021.
Los nuevos participantes de esta temporada fueron Blaublitz Akita (regresando a Segunda desde 1986)  y el debutante Sagamihara.
El campeón fue Júbilo Iwata, por lo que ascendió a Primera División. Por otra parte, salió subcampeón Kyoto Sanga, quien también ganó su derecho a disputar la J1 League.

## Ascensos y descensos
| Pos | Ascendidos a la J1 League 2021 |
| --- | ------------------------------ |
| 1.º | Tokushima Vortis               |
| 2.º | Avispa Fukuoka                 |

| Pos | Descendidos de la J1 League 2020 |
| --- | -------------------------------- |
|     | No hubo descendidos              |

| Pos | Descendidos de la J2 League 2020 |
| --- | -------------------------------- |
|     | No hubo descendidos              |

| Torneo | Ascendidos a la J2 League 2021 |
| ------ | ------------------------------ |
| J3     | Blaublitz Akita                |
| J3     | Sagamihara                     |

## Equipos de la temporada 2021
| Equipo              | Ciudad                | Estadio                          | Capacidad |
| ------------------- | --------------------- | -------------------------------- | --------- |
| Albirex Niigata     | Niigata               | Denka Big Swan Stadium           | 42 300    |
| Blaublitz Akita     | Akita                 | Estadio Soyu                     | 20 125    |
| Ehime               | Matsuyama             | Estadio Ningineer                | 11 609    |
| Fagiano Okayama     | Okayama               | Estadio City Light               | 20 000    |
| Giravanz Kitakyushu | Kitakyushu            | Estadio Kitakyushu               | 15 066    |
| JEF United Chiba    | Chiba                 | Fukuda Denshi Arena              | 19 781    |
| Júbilo Iwata        | Iwata                 | Estadio Yamaha                   | 20 000    |
| Kyoto Sanga         | Kioto                 | Estadio Nishikyogoku             | 20 588    |
| Machida Zelvia      | Machida (Tokio)       | Estadio de Atletismo de Machida  | 8900      |
| Matsumoto Yamaga    | Matsumoto             | Sunpro Alwin                     | 20 396    |
| Mito HollyHock      | Mito (Ibaraki)        | Estadio K's denki Mito           | 12 000    |
| Montedio Yamagata   | Yamagata              | Estadio ND Soft Yamagata         | 20 315    |
| Omiya Ardija        | Ōmiya                 | NACK5 Stadium Ōmiya              | 15 500    |
| Renofa Yamaguchi    | Yamaguchi             | Estadio Parque Yamaguchi Ishin   | 20 000    |
| FC Ryūkyū           | Okinawa               | Estadio de Atletismo de Okinawa  | 25 000    |
| S.C. Sagamihara     | Sagamihara (Kanagawa) | Estadio Gion Sagamihara          | 15 300    |
| Thespakusatsu Gunma | Maebashi              | Estadio Shoda Shoyu Gunma        | 15 253    |
| Tochigi SC          | Utsonomiya (Tochigi)  | Tochigi Green Stadium            | 18 000    |
| Tokyo Verdy         | Tokio                 | Estadio Ajinomoto                | 50 000    |
| Ventforet Kofu      | Kōfu                  | Yamanashi Chuo Bank Stadium      | 17 000    |
| V-Varen Nagasaki    | Nagasaki              | Estadio de Atletismo de Nagasaki | 15 419    |
| Zweigen Kanazawa    | Kanazawa              | Estadio de Atletismo de Ishikawa | 20 000    |

## Sistema de juego
El torneo se disputó en un formato de todos contra todos a ida y vuelta, de manera tal que cada equipo debió jugar un partido de local y uno de visitante contra sus otros veintiún contrincantes. Una victoria se puntuó con tres unidades, mientras que el empate valió un punto y la derrota, ninguno.
Para desempatar se utilizaron los siguientes criterios:
1. Puntos
2. Diferencia de goles
3. Goles anotados
4. Resultados entre los equipos en cuestión
5. Desempate o sorteo

Los dos equipos con más puntos al final del campeonato ascendieron a la J1 League 2022.
Los cuatro últimos de la tabla de posiciones descendieron automáticamente a la J3 League 2022, siempre y cuando los ascendidos de este torneo tengan licencia para disputar la J2 League o no sean equipos filiales.

## Tabla de posiciones
| Pos. | Equipo                  | Pts. | PJ | G  | E  | P  | GF | GC | Dif. | Ascenso o descenso          |
| ---- | ----------------------- | ---- | -- | -- | -- | -- | -- | -- | ---- | --------------------------- |
| 1    | Júbilo Iwata (C, A)     | 91   | 42 | 27 | 10 | 5  | 75 | 42 | +33  | Ascendido a J1 League 2022  |
| 2    | Kyoto Sanga (A)         | 84   | 42 | 24 | 12 | 6  | 59 | 31 | +28  | Ascendido a J1 League 2022  |
| 3    | Ventforet Kofu          | 80   | 42 | 23 | 11 | 8  | 65 | 38 | +27  |                             |
| 4    | V-Varen Nagasaki        | 78   | 42 | 23 | 9  | 10 | 69 | 44 | +25  |                             |
| 5    | Machida Zelvia          | 72   | 42 | 20 | 12 | 10 | 64 | 38 | +26  |                             |
| 6    | Albirex Niigata         | 68   | 42 | 18 | 14 | 10 | 61 | 40 | +21  |                             |
| 7    | Montedio Yamagata       | 68   | 42 | 20 | 8  | 14 | 61 | 49 | +12  |                             |
| 8    | JEF United Chiba        | 66   | 42 | 17 | 15 | 10 | 48 | 36 | +12  |                             |
| 9    | F. C. Ryukyu            | 65   | 42 | 18 | 11 | 13 | 57 | 47 | +10  |                             |
| 10   | Mito HollyHock          | 59   | 42 | 16 | 11 | 15 | 59 | 50 | +9   |                             |
| 11   | Fagiano Okayama         | 59   | 42 | 15 | 14 | 13 | 40 | 36 | +4   |                             |
| 12   | Tokyo Verdy             | 58   | 42 | 16 | 10 | 16 | 62 | 66 | −4   |                             |
| 13   | Blaublitz Akita         | 47   | 42 | 11 | 14 | 17 | 41 | 53 | −12  |                             |
| 14   | Tochigi S. C.           | 45   | 42 | 10 | 15 | 17 | 37 | 51 | −14  |                             |
| 15   | Renofa Yamaguchi        | 43   | 42 | 10 | 13 | 19 | 37 | 51 | −14  |                             |
| 16   | Omiya Ardija            | 42   | 42 | 9  | 15 | 18 | 51 | 56 | −5   |                             |
| 17   | Zweigen Kanazawa        | 41   | 42 | 10 | 11 | 21 | 39 | 60 | −21  |                             |
| 18   | Thespakusatsu Gunma     | 41   | 42 | 9  | 14 | 19 | 35 | 56 | −21  |                             |
| 19   | S. C. Sagamihara (D)    | 38   | 42 | 8  | 14 | 20 | 33 | 54 | −21  | Descendido a J3 League 2022 |
| 20   | Ehime F. C. (D)         | 35   | 42 | 7  | 14 | 21 | 38 | 67 | −29  | Descendido a J3 League 2022 |
| 21   | Giravanz Kitakyushu (D) | 35   | 42 | 7  | 14 | 21 | 35 | 66 | −31  | Descendido a J3 League 2022 |
| 22   | Matsumoto Yamaga (D)    | 34   | 42 | 7  | 13 | 22 | 36 | 71 | −35  | Descendido a J3 League 2022 |

 Fuente: J. League Data Site: 2021 MEIJI YASUDA J2 LEAGUE League table
Criterios de clasificación: 1) puntos; 2) diferencia de goles; 3) número de goles marcados; 4) resultados entre los equipos en cuestión.

## Campeón
|                                  |
|                                  |
| Campeón Júbilo Iwata 1.er título |